# 代掻き
代掻き（しろかき）は、水稲栽培における農作業の一つで、田植えや直播作業の前に水田に水を入れて土塊を砕き、水平に均一にする作業のこと。水稲以外の作物ではレンコンの水田（レンコン田）などでも行われる作業である。なお、代掻きを行わない栽培法（無代掻き栽培）もあるが、イネの品種間で適応性に差異があり、土壌特性や地域立地条件に関しても厳密な検討が必要とされる。
以下では主に水稲栽培における代掻きについて述べる。

## 概要
代掻きには以下のような役割がある。
1. 田面を均平にすることで、田植えの作業を容易にし、苗の活着と発育を良くする[1][3]。
2. 水田の保水性を向上させる[3]。
3. 基肥等をむらなく土に混和させる[1][3]。
4. 雑草種子を埋没させて雑草の発生を抑制する[1][3]。
5. 地中の有害ガスを除去する[1]。
6. 有機物の分解（腐熟）を促進する[1][3]。

代掻きと田植えの間は3日から5日おくことが一般的である。代掻きと田植えの間が長すぎると、土が硬くなり、浮き苗やころび苗が多くなる。代掻きと田植えの間が短すぎると、土が軟らかすぎ、埋没苗が発生したり、田植機を用いる場合には押し流されて浮き苗が多くなる。

## 日本における代掻き
田植前の代掻きは荒代掻き、中代掻き、植代掻きの3回に分けて行うことがある。しかし、一般的には、主に耕起後の大きな土塊を砕く荒代掻きと、水田の均平などを目的とする本代掻き（植代掻き）の2回実施される。
代掻きは『会津農書』（貞享元年、1684年）には記載があり、時期が早過ぎないことや、全層に行い保水力を増すことなどが述べられている。また、鹿野小四郎の『農事遺書』（宝永6年、1709年）にも代掻きの留意事項が述べられており、現代の土壌学と相通じる点が多いとされる。

## 東南アジアにおける代掻き
東南アジアに見られる潤田直播は、日本で一部に見られる湛水直播（submerged seeding）とは異なり、代掻き後に表面水を排出した状態で種籾を撒く方法である。
タイのチャオプラヤ ・デルタでは歩行型耕転機が広く普及しており代掻きにも利用されている。三期作であるが、収穫から耕起や代掻きまでに数日を要し、特に乾季の水不足時には代掻き用水の確保に順番待ちが必要となるため、三期作の期間は少しずつずれが生じる。
同じタイでもコンケン県などでは代掻きや均平を省いて手植えが行われている。